# Håkon Kyllingmark

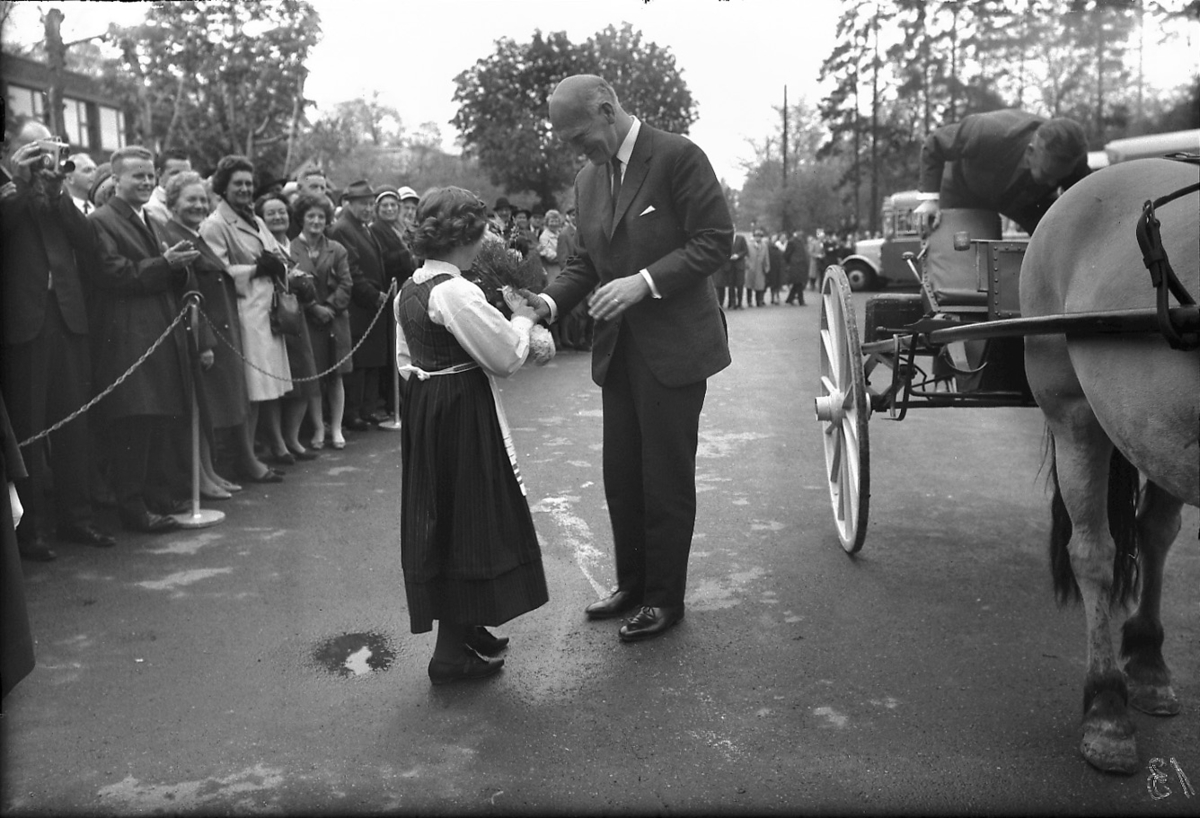
Håkon Kyllingmark bei einer öffentlichen Veranstaltung (1967)

Håkon Kyllingmark (* 19. Januar 1915 in Honningsvåg, Nordkapp, Finnmark; † 12. August 2003 in Vågan) war ein norwegischer Politiker der konservativen Høyre und unter anderem langjähriger Abgeordneter im Storting, Verteidigungsminister und Verkehrsminister.

## Leben
Nach dem Schulbesuch trat Kyllingmark 1934 in die Offiziersanwärterschule (Befalskole) ein und absolvierte danach 1937 die Luftwaffenausbildungsschule (Flyvåpenets Speiderskole). Während des Zweiten Weltkrieges leistete er 1940 und 1943 bis 1945 seinen Militärdienst gegen die deutsche Wehrmacht.
Nach Kriegsende war er zwischen 1945 und 1965 Disponent in dem seiner Familie gehörenden Großhandelsunternehmen H. Kyllingmark A/S und engagierte sich von 1947 bis 1953 in der Heimatverteidigung (Heimevernet) als Major und Chef des Heimatverteidigungsbezirks von Nord-Helgeland. Anfang der 1950er Jahre begann er zudem seine politische Laufbahn, als er zwischen 1952 und 1963 Mitglied des Gemeindevorstandes von Svolvær.
1954 wurde Kyllingmark als Kandidat der Høyre erstmals zum Abgeordneten in das Storting gewählt, in dem er bis 1981 den Wahlkreis Nordland vertrat. Während dieser Zeit war er zwischen 1958 und 1970 auch 2. Vizevorsitzender der Høyre.
Am 28. August 1963 wurde er von Staatsminister John Lyng nach der Kings-Bay-Affäre zum Verteidigungsminister in dessen Regierung berufen, die allerdings nach nur knapp einem Monat am 25. September 1963 zurücktrat.
Nach Bildung der aus Høyre, Senterpartiet (Sp), Venstre (V) und Kristelig Folkeparti (KrF) bestehenden Koalitionsregierung Borten unter Staatsminister Per Borten am 12. Oktober 1965 wurde Kyllingmark Verkehrsminister und bekleidete dieses Ministeramt bis zum Ende von Bortens Amtszeit am 17. März 1971. Später war er von 1973 bis 1981 Vorsitzender der Fraktion der Høyre im Storting.
Zuletzt war Kyllingmark nach seinem Ausscheiden aus dem Storting zwischen 1981 und 1991 Mitglied des Aufsichtsrates der norwegischen Zentralbank (Norges Bank).
Für seine langjährigen Verdienste wurde er mehrfach ausgezeichnet und wurde unter anderem Kommandeur des Sankt-Olav-Ordens. Daneben erhielt er auch das Croix de guerre 1939–1945.

## Veröffentlichungen
- En helhetlig samferdselspolitikk (1980)
- Lagspill – i krig og fred (1981).